# Best (Album)
Best ist ein Best-Of-Album der deutschen Rockband Scorpions. Das Album wurde 1999 vom Label EMI veröffentlicht.

## Zusammenstellung
Das Album enthält Songs aus allen Phasen der Scorpions, so ist das Lied I’m Going Mad vom ersten Album Lonesome Crow und taucht zum ersten Mal auf einer Best-Of-Zusammenstellung auf. Die Lieder stammen aus der Zeit von Lonesome Crow bis Crazy World. Es ist die einzige einzelne Best-Of-Platte der Band, die Songs aus allen Zeitperioden bis ins Jahr 1990 beinhaltet. Zusätzlich ist mit Love is Blind ein bisher unveröffentlichter Song vertreten. Zur Zeit der Veröffentlichung waren die Scorpions in einer schwierigen Phase ihrer Karriere; das etwa ein halbes Jahr vorher veröffentlichte Studioalbum Eye II Eye war weit hinter den Erwartungen der Fans und der Kritiker zurückgeblieben, auch die Verkaufszahlen sanken dramatisch in den Keller. Während der Tournee spielten sie, insbesondere in Europa, oft in nur halbvollen Hallen. Mit Veröffentlichung dieser Kompilation versuchten Band und Plattenfirma, wenigstens einen Teil der alten Fans zurückzuholen. Dieses gelang recht gut, es zeigte sich, dass die Klassiker der Band immer noch gerne gehört wurden, und so wurde diese Zusammenstellung gerade in Europa ein recht ordentlicher Erfolg. Der Ehemalige Schlagzeuger Herman Rarebell bezeichnete die Platte als Flashback of a Good Time. Von Rarebell stammen auch Komposition und Text des Bonus-Tracks Love Is Blind.

## Titelliste
1. Loving You Sunday Morning
2. Rock You Like a Hurricane
3. Wind of Change
4. Is There Anybody There?
5. Holiday
6. Rhythm of Love
7. Passion Rules the Game
8. Still Loving You
9. No One Like You
10. Another Piece of Meat (Live)
11. In Trance (Live)
12. I’m Going Mad
13. He’s a Woman, She’s a Man
14. Love Is Blind
15. Always Somewhere
16. Make It Real
17. Send Me an Angel

## Erfolg
Das Best-of-Album wurde 2008 in Europa mit dem IFPI Platinum Europe Award für mehr als 1 Million verkaufter Alben ausgezeichnet. 2023 wurde das Album in Deutschland mit Platin ausgezeichnet. Insgesamt wurden bis heute (Stand 2024) etwa 2 Millionen Einheiten verkauft.